# Trung tâm Bão Quốc gia Hoa Kỳ
Trung tâm Bão quốc gia (Viết tắt Tiếng Anh:NHC) là bộ phận của Cục thời tiết quốc gia Hoa Kỳ chịu trách nhiệm theo dõi và dự đoán các hệ thống thời tiết trong vùng nhiệt đới giữa Kinh tuyến chính và đại lộ tây kinh tuyến 140 đến vĩ tuyến 30 phía bắc ở đông bắc Thái Bình Dương và 31 song song về phía bắc ở phía bắc Đại Tây Dương. Cơ quan này, nằm cùng với chi nhánh Miami của Dịch vụ thời tiết quốc gia, nằm trong khuôn viên của Đại học Quốc tế Florida ở University Park, Florida.
Chi nhánh Phân tích và Dự báo Nhiệt đới của NHC (TAFB) thường xuyên đưa ra các dự báo biển, dưới dạng đồ họa và dự báo biển cả năm, với Trung tâm dự đoán đại dương có trách nhiệm dự phòng cho đơn vị này. Chi nhánh Công nghệ và Khoa học (TSB) cung cấp hỗ trợ kỹ thuật cho trung tâm, bao gồm các công nghệ truyền mới từ nước ngoài. Máy bay điều hành trinh sát, máy bay, tất cả các cơn bão (CARCAH), cho mục đích nghiên cứu và vận hành, đến các cơn bão nhiệt đới trong mùa bão Đại Tây Dương và các sự kiện thời tiết đáng kể, bao gồm bão tuyết, vào mùa đông và mùa xuân. Nghiên cứu để cải thiện các dự báo hoạt động được thực hiện thông qua các sáng kiến của Dự án Cải thiện Bão tố (HFIP) và Các thử nghiệm Bão chung (JHT).
Trong mùa bão Bắc Đại Tây Dương và Đông Bắc Thái Bình Dương, đơn vị chuyên gia bão (HSU) đưa ra triển vọng thời tiết nhiệt đới thường xuyên cho vùng biển đông bắc Thái Bình Dương và Bắc Đại Tây Dương. Khi bão nhiệt đới hoặc các điều kiện bão xảy ra trong vòng 48 giờ, trung tâm phát hành đồng hồ và cảnh báo thông qua các phương tiện truyền thông và Đài phát thanh thời tiết quốc gia và khí quyển quốc gia (NOAA).
Mặc dù NHC là một cơ quan của Hoa Kỳ, Tổ chức khí tượng thế giới đã chỉ định nó là Trung tâm khí tượng chuyên ngành khu vực cho Bắc Đại Tây Dương và phía đông Thái Bình Dương, làm cho nó trở thành trung tâm cho các dự báo và quan sát bão nhiệt đới xảy ra ở những khu vực này. Nếu NHC mất quyền lực hoặc trở nên bất lực, Trung tâm Bão Trung tâm Thái Bình Dương ủng hộ tư vấn bão nhiệt đới và triển vọng thời tiết nhiệt đới cho vùng đông bắc Thái Bình Dương trong khi Trung tâm dự báo thời tiết ủng hộ tư vấn bão nhiệt đới và triển vọng thời tiết nhiệt đới cho Bắc Đại Tây Dương.

## Lịch sử
Dịch vụ cảnh báo bão đầu tiên được thành lập vào những năm 1870 từ Cuba với tác phẩm của Cha Benito Viñes. Sau khi ông qua đời, các dịch vụ cảnh báo bão đã được Cơ quan tín hiệu Hoa Kỳ và Cục thời tiết Hoa Kỳ đảm nhận trong thập kỷ tới, lần đầu tiên có trụ sở tại Jamaica vào năm 1898 và Cuba vào năm 1899 trước khi chuyển đến Washington, DC năm 1902.
Văn phòng trung tâm ở Washington, phát triển thành Trung tâm khí tượng quốc gia và Trung tâm dự báo thời tiết (trước đây gọi là Trung tâm dự báo khí tượng thủy văn), đã đảm nhận trách nhiệm cảnh báo / tư vấn bão tại thời điểm đó. Trách nhiệm này được chuyển đến các văn phòng bão khu vực vào năm 1935, và khái niệm về mùa bão của Đại Tây Dương được thiết lập để giữ một cảnh giác thận trọng cho các cơn bão nhiệt đới trong những thời điểm nhất định trong năm. Các cố vấn về bão được ban hành mỗi sáu giờ bởi các văn phòng bão khu vực bắt đầu vào lúc này.
Văn phòng cảnh báo bão Jacksonville đã chuyển đến Miami, Florida vào năm 1943. Việc đặt tên cơn bão nhiệt đới bắt đầu cho các cơn bão nhiệt đới Đại Tây Dương sử dụng bảng chữ cái chung / Hải quân Ngữ âm vào năm 1947. Năm 1950, Văn phòng cảnh báo bão Miami bắt đầu chuẩn bị các bài báo tóm tắt mùa bão hàng năm. Vào mùa Đại Tây Dương năm 1953, Cục Thời tiết Hoa Kỳ bắt đầu đặt tên cho các cơn bão có cường độ bão nhiệt đới với tên người.

## Nhiệm vụ
NHC được thành lập để cứu mạng sống, giảm thiểu tổn thất tài sản và nâng cao hiệu quả kinh tế bằng cách phát hành đồng hồ, cảnh báo, dự báo và phân tích thời tiết nhiệt đới nguy hiểm nhất, và bằng cách tăng cường hiểu biết về các mối nguy thiên tai với các dạng như bão...

## Chức danh và nội bộ
---